# 汎新日本主義
『汎新日本主義』（はんしんにほんしゅぎ）は、宝野アリカと片倉三起也による日本の音楽ユニット・ALI PROJECTの通算12枚目のオリジナルアルバム。2010年9月29日に徳間ジャパンコミュニケーションズから発売された。

## 概要
オリジナルアルバムとしては『Poison』から約13ヶ月ぶりの発売。『Poison』『禁書』『Psychedelic Insanity』『Dilettante』と同様に10曲収録され、最終トラックがインストゥルメンタルとなる。
オリジナルアルバムとしては初めて、初回限定盤と通常盤の2形態で発売された。初回限定盤は、イラストレーター・feebeeによる宝野をイメージした描き下ろしイラストジャケットとなっており、「絶國TEMPEST」と『Dilettante』に収録された「愛と誠」のMusic Clip入りのDVDが特典として付属している。また初回限定盤のみ、6曲目は「帝都乙女決死隊」ではなく、楽曲とメロディは同一ながら歌詞の異なる「四神獣飼殺し」が収録されている。

### キャッチコピー
脆弱な日本から、美しい日本の風土や精神や伝統への回帰。

## 収録曲
1. 絶國TEMPEST [4:52]
  - 宝野は、曲・歌詞を総合するとかつての「嵐ヶ丘」の第二弾になると述べている。「孤島の島国の王妃の心情、國を護りたいという願い」が歌詞として綴られている。
  - 初回限定盤には、本曲のMusic Clipが収録されている。
2. 髑髏ヶ城の巫女達は永遠に現世の夢を見る [5:56]
  - 「畏怖」をテーマにしている。宝野は「幻想庭園（最初期のアルバム）に直結している」と言う。
  - イントロにバルトーク・ベーラの『ヴァイオリン協奏曲第2番 第3楽章』、同楽曲第1楽章、サビラストに同楽曲第2楽章が引用されている。
  - ラストにBIG FISH AUDIOのサンプル音源『SYMPHONIC MANOEUVRES 2』より「08 090 Em[2]」が利用されている。
3. 平成日本残酷物語 [4:46]
  - 宝野は「青嵐血風録」系の楽曲であるとコメントしている。
  - サビにベドルジハ・スメタナの『ポルカ ヘ短調』が引用されている。
  - Ａメロ、サビ直前にヤニス・クセナキスの『Tetora』が引用されている。
  - アウトロに同上作曲家の『Ergma』の音源が利用されている。
  - イントロにBIG FISH AUDIOのサンプル音源『KINGS OF THE SOUTH: DIRTY CRUNK KITS』より「Patron In My Cup」が利用されている。その他、同音源よりBメロには「Bird Games」が、2番~3番の間奏には「Babylon」が利用されている。
4. 巴里と画家と女 [4:50]
  - 「祖国を捨てた若い画家と異国の恋人」を主題とした、アコーディオンの入った三拍子の曲。
5. SENGOKU GIRL [4:23]
  - 歌詞はすべてカタカナと漢字の組み合わせで、ヴィジュアル・パンク系の曲となっている。
  - ラストにBIG FISH AUDIOのサンプル音源『HARD TRACKS FOR CINEMA』より「48 BrEl Synthfx」が利用されている。その他、同音源よりイントロ・アウトロには「50 BrEl Synth02」が利用されている。
6. 四神獣飼殺し(初回限定盤) / 帝都乙女決死隊(通常盤)
  - 楽曲とメロディは同一ながら、それぞれ歌詞が異なる。
  - イントロ、2番~3番の間奏にBIG FISH AUDIOのサンプル音源『KINGS OF THE SOUTH: DIRTY CRUNK KITS』より「Towards The End」が利用されている。
7. 鹿鳴館ブギウギ [5:28]
  - 『Poison』に収録された「極色一代女」に続く生ジャズver。
8. 東方憧憬未見聞録 [5:38]
  - 「ヘテロ失楽園」以来のインドものと形容されている。
9. 平和の因子 [3:55]
  - 雅楽風の音を交えたスローテンポな曲。
10. この國よ静かに目覚めたまえ [4:39]
  - インストゥルメンタル。楽曲の中に「君が代」のフレーズが取り入れられている。

### 特典DVD
初回限定盤のみ付属。
1. 絶國TEMPEST
2. 愛と誠
  - バンド形式のPVになっており、宝野・片倉に加えてバイオリンの渡辺剛と杉野裕も出演している。片倉がPVに出演するのは、ファンクラブで限定配布された「薔薇色翠星歌劇団」以来である。
3. PVメイキング

## 参加ミュージシャン
- 作詞：宝野アリカ
- 作曲：片倉三起也
- 編曲：片倉三起也(M1，M2，M3，M5，M6，M8，M9)、平野義久(M4，M10)、斉藤聡(M7)
- ストリングスアレンジ：平野義久(M1)、渡辺剛(M8)
- Strings：RUSH by 加藤高志[M1, M4, M10]、渡辺剛ストリングス[M7, M8]
- Accordion：Hirofumi Mizuno(水野弘文)[M4]
- Percussion：Shino Mari[M4]
- Drum：Soul Toul(そうる透)[M7]
- Wood Bass：Shigeru Matsumoto(松本茂)[M7]
- Guitar：Hiroshi Kobori(小堀浩)[M7]
- Trumpet：Koji Nishimura(西村浩二)[M7]
- Trombone：Eijiro Nakagawa(中川英二郎)[M4]、Yuzo Kataoka(片岡雄三)[M7]
- Clarinet：Kenta Fukui(福井健太)[M4]
- A.Sax：Robert Zung[M7]
- T.Sax：Akio Miyazaki(宮崎明生)[M7]

## クレジット
| Performed by ALI PROJECT | Performed by ALI PROJECT                                        |
| ------------------------ | --------------------------------------------------------------- |
| Engineered by            | Jiro Takita                                                     |
| Mastering Engineered by  | Yoichi Aikawa(相川洋一)（Rolling Sound）                        |
| Music Coodination        | Emari Mamiya(間宮えまり)（Genuine）                             |
| Recorded & Mixed at      | Recording Sound City                                            |
| Recorded & Mixed at      | FLAMINGO SOUND                                                  |
| Recorded & Mixed at      | Zazou Music Shed                                                |
| Art Direction & Design   | Maiko Yoshino(吉野磨衣子)                                       |
| Photography              | Hironobu Onodera(小野寺廣信)                                    |
| Photography Assistant    | Negishi Isao(根岸功)                                            |
| Hair & Make-up           | Fusae Tachibana(橘房図)                                         |
| Hair & Make-up Assistant | Kayoko Manabe                                                   |
| Hair & Make-up Assistant | Maiko Takinami(滝波マイコ)                                      |
| Costume                  | Kaie Tada(多田カイエ)（Triple fortune）                         |
| Stylist                  | Miki Aizawa(相澤樹)                                             |
| Stylist Assistant        | Zucchan                                                         |
| Location                 | Ibaraki ken syokubutsuen(茨城県植物園)                          |
| Artist Management        | Boris Vian Inc.                                                 |
| Management Crew          | J'zK(茶漬け)（Boris Vian Inc.）                                 |
| A&R                      | Tomoko Okada(岡田知子)（Tokuma Japan Communications）           |
| Sales Promotion          | Hideo Tanaka(田中英雄)（Tokuma Japan Communications）           |
| Special Thanks to        | Makoto Okuda(奥田誠)、Naho Ohyama（Backstage Project）          |
| Special Thanks to        | Hideo Miyamoto(宮本英夫) / Abechan / Yukyoukai(勇侠会) / Cherry |